# Tren expres

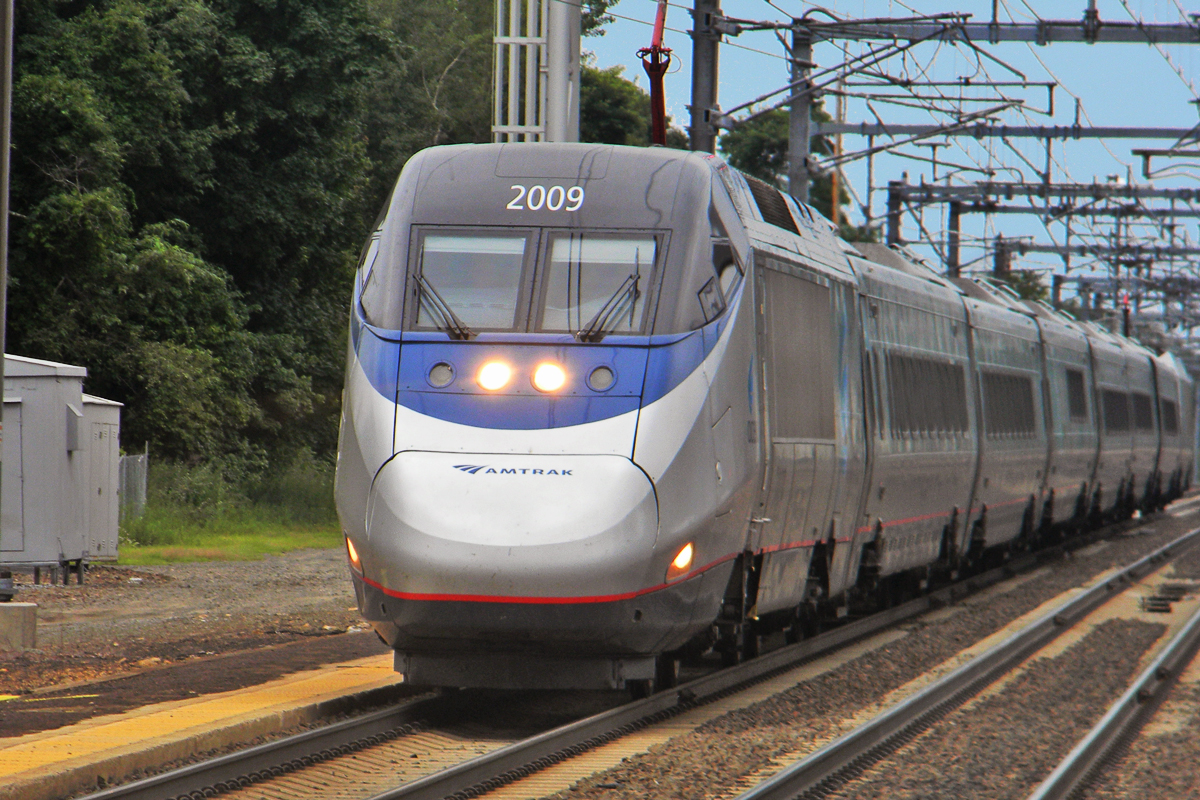
Trenul Acela Express al Amtrak, tras de locomotiva #2009, în Old Saybrook, Connecticut

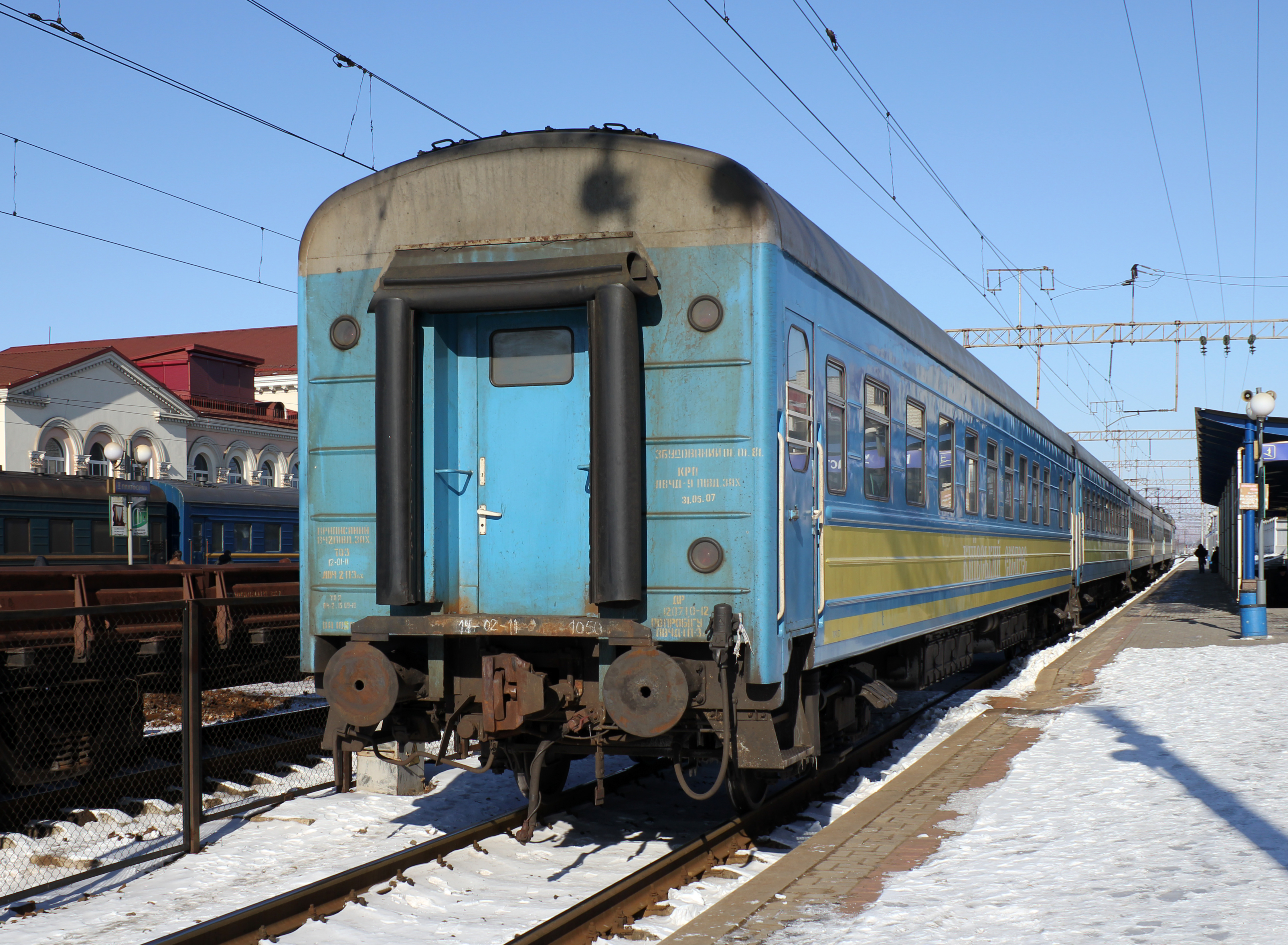
Tren expres din Kiev în gara Vinnița din Ucraina.

Trenurile roșii sunt locale, iar trenurile albastre sunt expres

Trenurile expres, numite uneori și „trenuri rapide”, sunt o formă de exploatare feroviară.

## Caracteristici
Trenurile expres fac un număr mic de opriri pe traseul lor, neoprind în fiecare stație. 
Deși implementat pe scară largă în serviciul feroviar de lungă distanță, el și-a dovedit importanța în planificarea unor sisteme de transport în comun rapid. O mare parte a liniei metroului din New York conține patru linii, cele două exterioare pentru trenurile locale și cele două interioare pentru trenurile expres (pe linii cu trei piste, pista oferă un serviciu expres, permițând schimbarea direcției după cum este necesar). Trenurile expres circulă, de asemenea, pe Broad Street Line Philadelphia, pe linia mov și pe unele părți ale liniei roșii ale metroului din Chicago, și pe un două porțiuni mici ale metroului din Londra, mai exact pe anumite secțiuni ale liniei metropolitane și liniei Piccadilly. Mai multe variante de servicii expres (de exemplu, semiexpres, expres limitat) sunt disponibile, de asemenea, pe căile ferate principale ale Japoniei și pe linia 1 a metroului din Seul.